# Sveinbjörn
Cette page présente le prénom Sveinbjörn ainsi que ses variantes.
Sveinbjörn est un prénom masculin islandais dérivé du vieux norrois Sveinbjǫrn, composé des éléments sveinn « garçon, jeune homme, servant », et bjǫrn « ours ».
Le prénom Sveinbjörn est à l'origine du patronyme islandais Sveinbjörnsson signifiant « Fils de Sveinbjörn ».

## Personnalités portant ce prénom
- Sveinbjörn Beinteinsson (1924–1993), fermier, poète, chanteur et chef spirituel païen islandais ;
- Sveinbjörn Egilsson (1791–1852), poète, théologien, enseignant (grec ancien) et traducteur islandais ;
- Sveinbjörn Johannesson dit Sveinbjorn Johnson (en) (1883–1946), juriste américain d'origine islandaise ;
- Sveinbjörn Sveinbjörnsson (1847–1927), compositeur islandais de musique romantique.
- Pour l'ensemble des articles sur les personnes portant ce prénom, consulter :
  - la liste des articles dont le titre commence par ce prénom
  - les listes produites par Wikidata : Liste des personnes de prénom « Sveinbjörn » — même liste en incluant les éventuels prénoms composés qui contiennent « Sveinbjörn ».